# ヘンリー・ノティッジ・モーズリー
ヘンリー・ノティッジ・モーズリー（Henry Nottidge Moseley FRS、1844年11月14日 – 1891年11月10日）は、イギリスの博物学者である。チャレンジャー号探検航海に参加したことなどで知られる。

## 略歴
ロンドンのWandsworthで生まれた。ハロウスクールを経て、オックスフォード大学のエクセター・カレッジで美術を学んだ後 、ロンドン大学で医学を学んだ。貝類学者のジョン・グウィン・ジェフリーズ（John Gwyn Jeffreys）の娘と結婚し、息子には有名な物理学者となったヘンリー・グウィン・ジェフリーズ・モーズリーがいる。
セイロンや北アメリカのカリフォルニア州やオレゴン州などの科学探検に参加し、1872年から1876年の間、海洋学の歴史で重要なチャレンジャー号探検航海に参加した。1878年に王立協会のクルーニアン教授職を授与され、1879年に王立協会フェローに選ばれた。1879年にロンドン大学で働き初め、オックスフォード大学、マートン・カレッジの解剖学・比較解剖学のリネカー教授職を与えられた。王立協会から、1878年にクルーニアン・メダル、1887年にロイヤル・メダルを受賞した。
モーズリーの教えた学生にはハルフォード・マッキンダーや動物学者のウォルター・ガースタングがいる。博物学者のピッツ＝リバース（Augustus Pitt Rivers）の考古学・民俗学コレクションの寄付を受けて、オックスフォード大学のピッツリバース博物館の設立に寄与した。
ペンギンの種、Eudyptes moseleyiに献名された。

## 著作
- On Oregon (1878)
- On the Structure of the Sylasteridae (1878)
- Notes by a Naturalist on the Challenger (1879).